# Полет 110 на TACA
Полет 110 на TACA е редовен международен пътнически полет международното летище Комалапа, Сан Салвадор, Ел Салвадор, до международното летище „Ню Орлиънс“, Ню Орлиънс, Луизиана, Съединените американски щати, с междинно кацане в Белиз Сити, Белиз, управляван от „TACA Интернешънълс Еърлайнс“‎‎. На 24 май 1988 г. самолетът „Боинг 737-3T0“, който изпълнява полета, попада в силна гръмотевична буря с градушка по време на последния си подход към летището в Ню Орлиънс, в резултат на което пламъкът в горивните камери на двигателите изгасва. Пилотите са принудени да направят аварийно кацане на тревна дига в близост до съоръжение на НАСА в Ню Орлиънс. В инцидента няма сериозно пострадали хора.
Националният съвет по безопасност на транспорта установява, че самолетът по невнимание е насочен към гръмотевичната буря и че влизането на вода в двигателите причинява угасването им, въпреки че са сертифицирани да отговарят на стандартите на Федералната авиационна администрация за поглъщане на вода. Машината има леки щети от градушката, а десният ѝ двигател е повреден заради прегряване.